# Gustave (krokodýl)
Gustave je samec krokodýla nilského, který žije v řece Ruzizi v Burundi. Jeho stáří je odhadováno na šedesát až osmdesát let (krokodýli se zpravidla dožívají nanejvýš čtyřiceti), měří údajně okolo šesti metrů a může vážit 900 kilogramů, na hřbetě má množství šrámů od střelných zbraní. Nikdy se ho však nepodařilo odchytit, aby mohl být vědecky prozkoumán, takže jde jen o hrubé odhady. Je obávaným lidožroutem, podle domorodců zabil okolo tří set lidí. Zabijákem se stal pravděpodobně v době občanské války v Burundi, kdy se do vody házela těla mrtvých nepřátel. Jméno Gustave mu dal francouzský cestovatel Patrice Faye. Poslední zpráva o pozorování Gustava pochází z roku 2015, byl o něm natočen dokumentární film Hon na lidožravého krokodýla, příběhy o Gustavovi také volně inspirovaly hraný film Po stopách zabijáka.